# Adenanthos × pamela
Adenanthos × pamela es un híbrido natural del A. detmoldii y del A. obovatus. Un frondoso matorral a medio camino entre sus padres en hábitos, forma de hoja y color de la flor, que aparece solo en los bordes de los caminos en el área del río Scott donde las especies de sus padres surgen. A pesar de tener un origen híbrido, es fértil.
Este híbrido fue reconocido por primera vez en 1979 pero no fue descrito y publicado formalmente hasta 1986. Es considerado un matorral atractivo con un gran potencial hortícola.

## Descripción
Morfológicamente, A. × pamela está a medio camino entre las especies de sus dos padres. Crece un frondoso matorral de unos 1.5 m de altura, aproximadamente dos veces la altura del compacto A. obovata pero más pequeño que el largo y grande A. detmoldii. La forma de hoja está a medio camino entre las hojas ovaladas y pequeñas del A. detmoldii y las largas y lanceoladas hojas del A. detmoldii; y las flores son naranjas o rojo claro, de nuevo a medio camino entre las amarillas-naranjas del A. detmoldii y las escarlata del A obovata. Al igual que el A obovata, A. × pamela posee un lignotúber.

## Sistemática
De los seis híbridos putativos Adenanthos que se han encontrado hasta el momento, este es el único conocido de más de una o dos plantas. Ha sido visto por alrededor de veinte personas. Además, la especie es fértil: el polen es conocido por ser menos del 50 % fértil, aun cuando las plantas estaban llenas de semillas al ser inspeccionadas en diciembre de 1984. Esto lanza la posibilidad de establecer enjambres de híbridos.
La existencia de este híbrido fue descubierta por Gregory John Keighery en 1979 pero Keighery no publicó un binomio sobre él. Su posterior descubrimiento en tal cantidad junto con su potencial hortícola reconocido impulsaron a Ernest Charles Nelson a describir y nombrar oficialmente en 1986. Nelson eligió el calificativo “pamela” en honor a sus amiga Pamela Sanderson, una botánica aficionada y activista en la Sociedad de las Flores Silvestres de Albania, con quien visitó el área para recoger muestras en 1984.
Como híbrido de dos miembros de Adenanthos sect. Eurylaema, A. × pamela se sitúa en esta sección. No se ha hecho ningún intento por representar su parentesco híbrido en la taxonomía dada en el orden taxonómico del Adenanthos de Nelson; simplemente se colocó al final de la sección. Así su situación en el orden se podría resumir como sigue::
Adenanthos
A. sect. Eurylaema
A. detmoldii
A. barbiger
A. obovatus
A. × pamela
A. sect. Adenanthos (29 especies, 8 subespecies)

## Distribución y hábitat
Adenanthos × pamela se encuentra en el área del río Scott donde las especies de sus padres surgen y solamente se han encontrado creciendo con ambos padres. Es conocido únicamente por unos veinte individuos aislados creciendo en los bordes de los caminos, especialmente en la carretera Governor Broome, al este del Parque nacional del río Scott.

## Cultivo
Nelson describe a Adenanthos × pamela como "un atractivo matorral con un gran potencial como planta de jardín.” El Kings Park en Australia Occidental ha cultivado con éxito especies de recortes recogidos por plantas nativas.

## Otras lecturas
- Keighery, G. J. (1979). «Two native hybrids». West Australian Gardener 10 (4): 26-27.